# 小牧・長久手の戦い
小牧・長久手の戦い（こまき・ながくてのたたかい）は、天正12年（1584年）3月から11月にかけて、羽柴秀吉（1586年、豊臣賜姓）陣営と織田信雄・徳川家康陣営の間で行われた戦い。尾張北部の小牧山城・犬山城・楽田城を中心に、尾張南部・美濃西部・美濃東部・伊勢北・紀伊・和泉・摂津の各地で合戦が行なわれた。また、この合戦に連動した戦いが北陸・四国・関東でも起きており、全国規模の戦役であった。名称に関しては、江戸時代の合戦記では「小牧」や「長久手」を冠したものが多く、明治時代の参謀本部は「小牧役」と称している。ほかに「小牧・長久手の役」・「天正十二年の東海戦役」という名も提唱されている。

## 背景

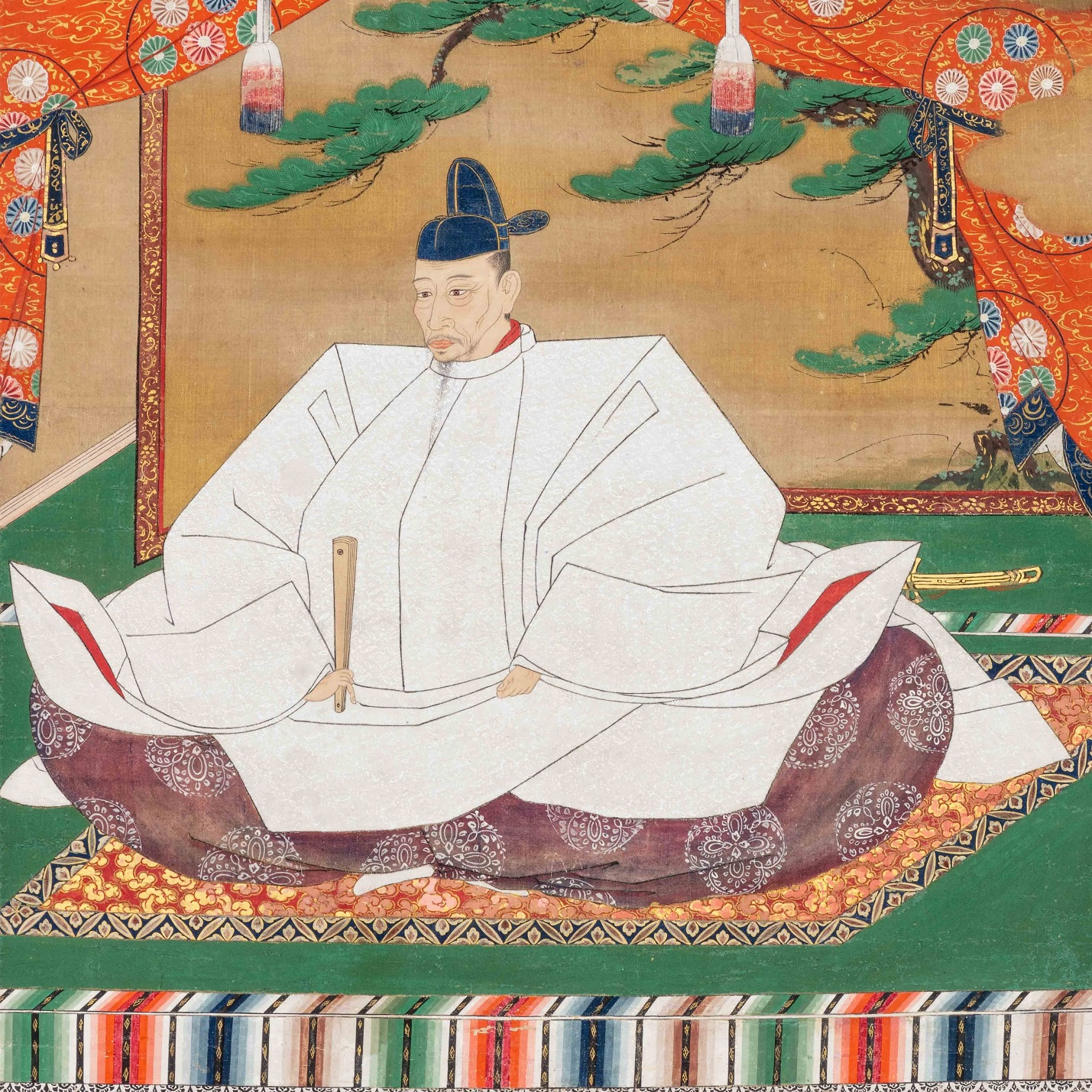
豊臣秀吉

天正10年（1582年）3月、織田信長・徳川家康は甲斐国の武田勝頼を滅ぼし（甲州征伐）上方に凱旋するが、同年6月には信長および既に織田家家督者であった嫡男信忠が家臣・明智光秀によって討たれる（本能寺の変）。本能寺の変後には織田家臣の羽柴秀吉（後の豊臣秀吉）が光秀を討ち、清洲会議で信忠遺児・三法師を織田家当主とすることを確認した。その後、秀吉は信長三男の信孝から三法師を奪取した後に、信長次男の信雄を三法師名代に擁立し主君と仰いだ。
一方、三河の徳川家康は本能寺後、織田政権の承認のもと、武田遺領の甲斐・信濃を確保し、五カ国を領有した（天正壬午の乱）。
天正11年（1583年）4月、秀吉は近江賤ヶ岳の戦いにおいて、信孝を擁する織田家筆頭家老・柴田勝家に勝利した。賤ヶ岳の戦いの後、柴田勝家の遺領の越前は丹羽長秀に与えられ、摂津・大坂の池田恒興は美濃を与えられ、大坂の地は秀吉が接収し、同年暮れ新築した大坂城に信雄を含む諸大名を威信を以ってして召集している。
天正11年（1583年）に信雄は秀吉によって安土城を退去させられ、これ以後信雄と秀吉の関係は険悪化する。秀吉は信雄家臣の津川義冬・岡田重孝・浅井長時（田宮丸）の三家老を懐柔し傘下に組み込もうとするが、徳川家康と同盟を結んだ信雄は天正12年（1584年）3月6日に家臣の土方雄久に命じて親秀吉派の三家老を長島城に呼び出して殺害させた。これに激怒する秀吉は、信雄に対して出兵を決断した。
小牧の役に当たっては、紀州の雑賀衆・根来衆や四国の長宗我部元親、北陸の佐々成政、関東の北条氏政らが、信雄・家康らと結んで秀吉包囲網を形成し、秀吉陣営を圧迫した。

## 経過

### 犬山城の占拠

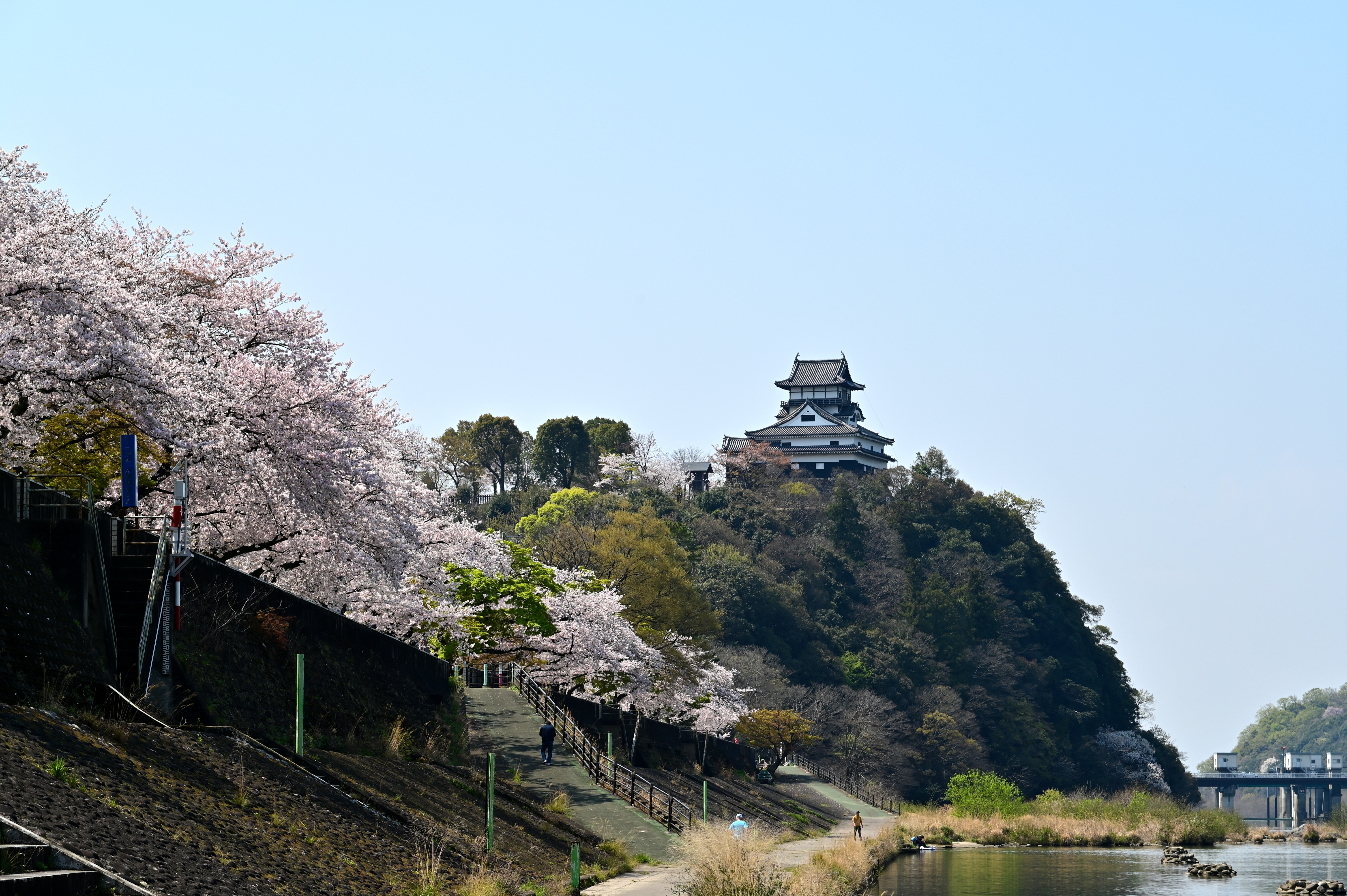
現在の犬山城

天正12年（1584年）3月13日、家康が清洲城に到着したその日、織田氏譜代の家臣で織田軍に与すると見られていた池田恒興が突如、羽柴軍に寝返り犬山城を占拠した。家康はこれに対抗するため、すぐさま翌々日の15日には小牧山城に駆けつけた。

### 羽黒の戦い

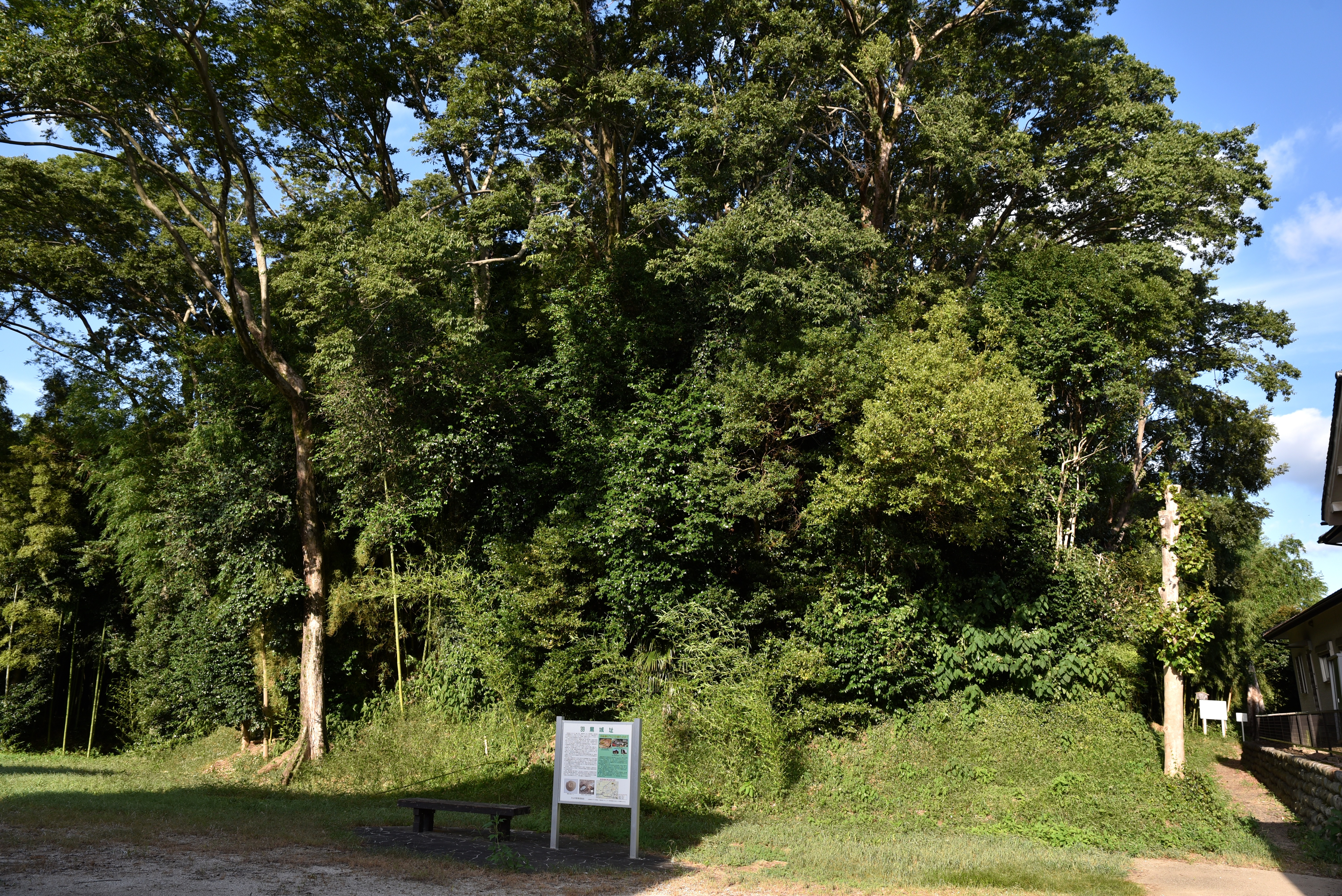
羽黒城

3月15日、池田恒興と協同せんとする森長可は兼山城を出て、16日羽黒（犬山市）に池田勢より突出したかたちで着陣した。しかし、この動きはすぐに徳川軍に知られ、同日夜半、松平家忠・酒井忠次ら5,000人の兵が羽黒へ向けてひそかに出陣する。翌3月17日早朝、酒井勢は森勢を奇襲。酒井勢の先鋒、奥平信昌勢1,000に対抗し、押し返していた森勢だったが、側面から入ってきた松平家忠の鉄砲隊の攻撃により後退し、さらに酒井勢2,000が左側より背後に回ろうとするのを見て敗走した。森勢の死者300余人という。

### 小牧における対陣

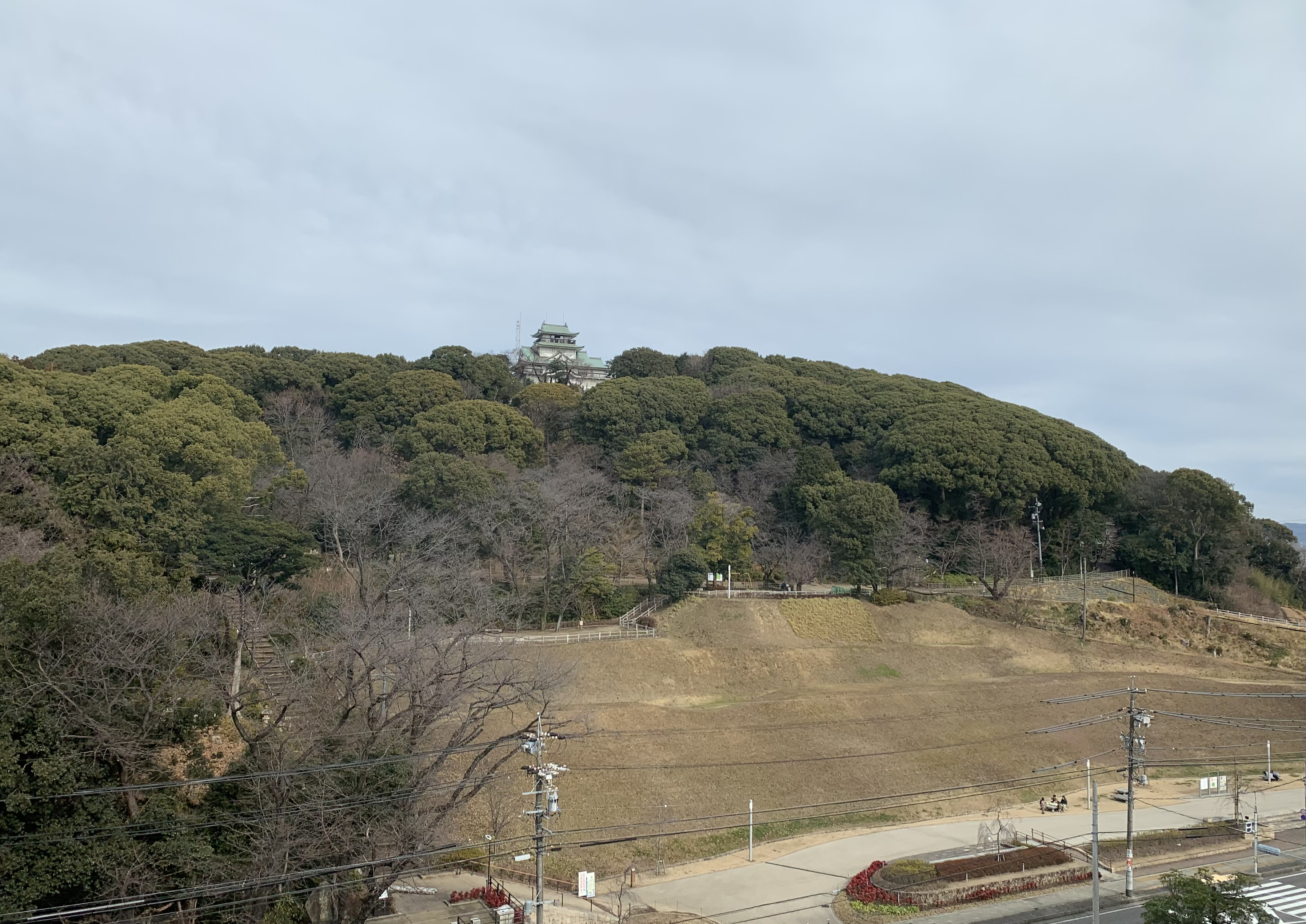
現在の小牧山と小牧山城

敵襲の心配がなくなった家康は、3月18日に小牧山城を占拠し、周囲に砦や土塁を築かせ羽柴軍に備えた。
秀吉は、3月21日に兵30,000を率いて大坂城を出発、3月25日に岐阜に進み、3月27日に犬山に着陣する。
家康が小牧山城に入ってから秀吉の楽田到着までの間、
徳川方が最前線に、宇田津砦や蟹清水砦、田楽砦、北外山城など、
羽柴方が最前線に、二重堀砦や岩崎山砦、久保山砦、上末城など、両軍が砦の修築や土塁の構築を行った為、双方共に手が出せなくなり、挑発や小競り合いを除けば、戦況は膠着状態に陥った。

### 岩崎城の戦い

#### 三河中入り作戦
両軍は小牧付近にて対陣状態におちいり、たがいに相手の出方をうかがっていた。
4月4日、池田恒興は秀吉のもとを訪れて献策した。兵を三河に出して空虚を襲い各所に放火して脅威すれば徳川は小牧を守ることができなくなるであろうと。
5日朝、恒興は秀吉のもとを再度訪れ、森長可と共に羽黒戦の恥を雪ぎたいと述べた。
秀吉はついにこれを許可し、森長可らを主として支隊を編成し、明6日三河西部へむけて前進すべしと命令（三河の中入り作戦）。
支隊は上末城主落合氏など土豪地侍や郷士の案内のもと、4月6日夜半出発した。
各隊の主な編組は以下の通り：
- 第一隊 - 池田恒興 - 兵5,000人
- 第二隊 - 森長可 - 兵3,000人
- 第三隊 - 堀秀政 - 兵3,000人
- 第四隊 - 羽柴秀次 - 兵9,000人[20][注 6]

#### 羽柴秀次の出陣

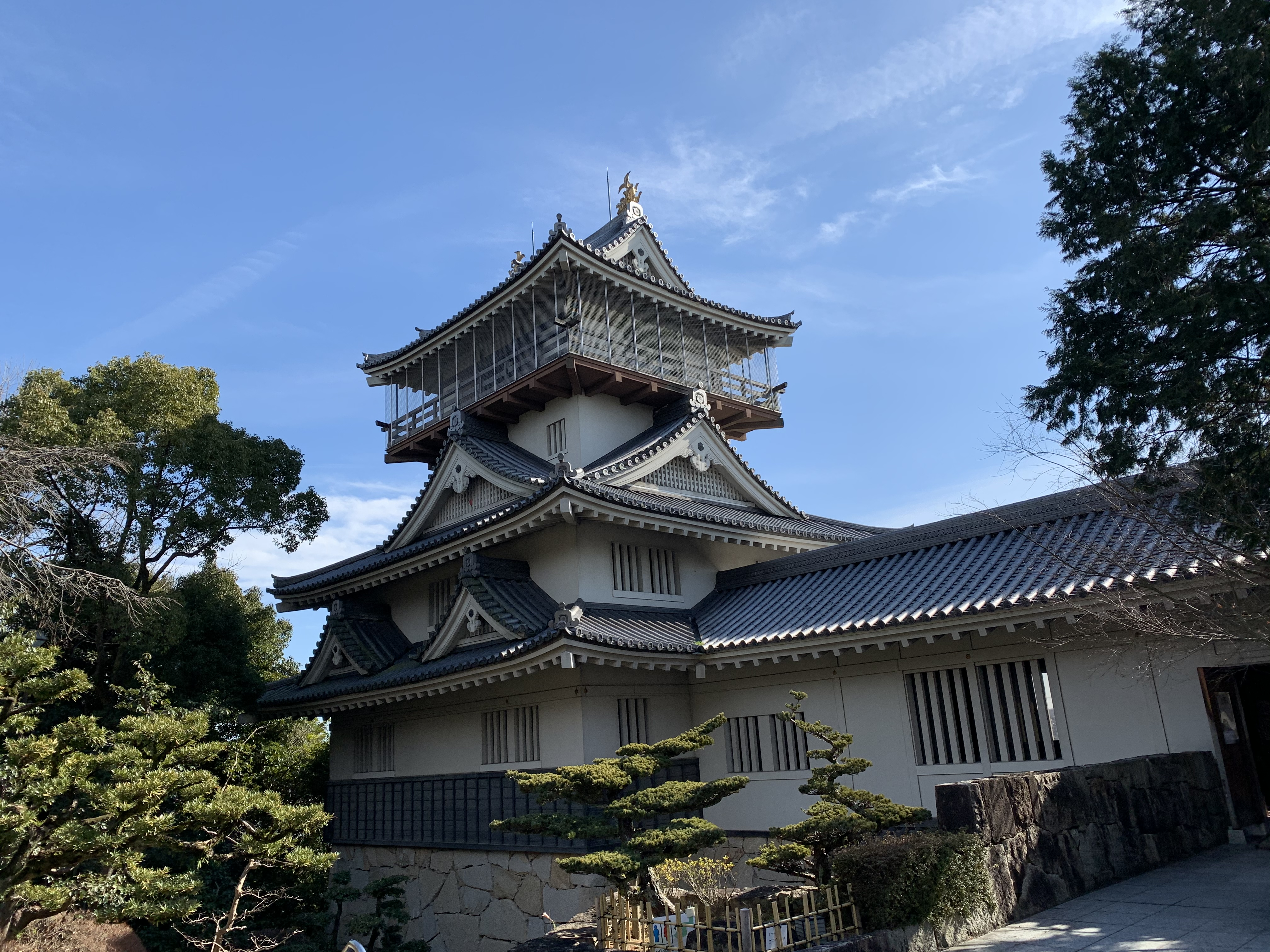
現在の岩崎城模擬天守

家康は4月7日に羽柴秀次勢が上条城・大留城など篠木周辺（春日井市）に、2泊宿営した頃に近隣の農民や伊賀衆からの情報で秀次勢の動きを察知。
4月8日、地元の丹羽氏次・水野忠重と榊原康政・大須賀康高ら4,500人が支隊として小牧を夕方に出発して、20時小幡城（名古屋市守山区）に入り、付近の敵情を探った。
家康と信雄の主力9,300は20時小牧山を出発し、24時小幡城に着陣。織田・徳川軍は主力の到着にともない小幡城で軍議をおこない、兵力を二分して各個に敵を撃破することに決した。9日2時、織田徳川軍支隊は羽柴秀次勢を攻撃せんと出発した。
秀次勢は家康が小幡城に入った8日に行軍を再開し、9日未明には池田恒興勢が丹羽氏重（氏次の弟）が守備する岩崎城（日進市）の攻城戦を開始する。
氏重らは善戦したが、約三時間で落城し玉砕した（岩崎城の戦い）。この間、羽柴秀次、森長可、堀秀政の各部隊は、現在の尾張旭市、長久手市、日進市にまたがる地域で休息し、進軍を待った。しかし、その頃すでに徳川軍は背後に迫っていた。

### 白山林の戦い
岩崎城で攻城戦が行われているころ、羽柴秀次勢は白山林（名古屋市守山区・尾張旭市）に休息していたが、9日4時35分ごろ後方から水野忠重・丹羽氏次・大須賀康高勢、側面から榊原康政勢に襲撃された。この奇襲によって秀次勢は潰滅する。秀次は自身の馬を失い、供回りの馬で逃げ遂せた。また、目付として付けられていた木下祐久やその弟の木下利匡を初めとして多くの木下氏一族が、秀次の退路を確保するために討ち死にした。

### 桧ヶ根の戦い

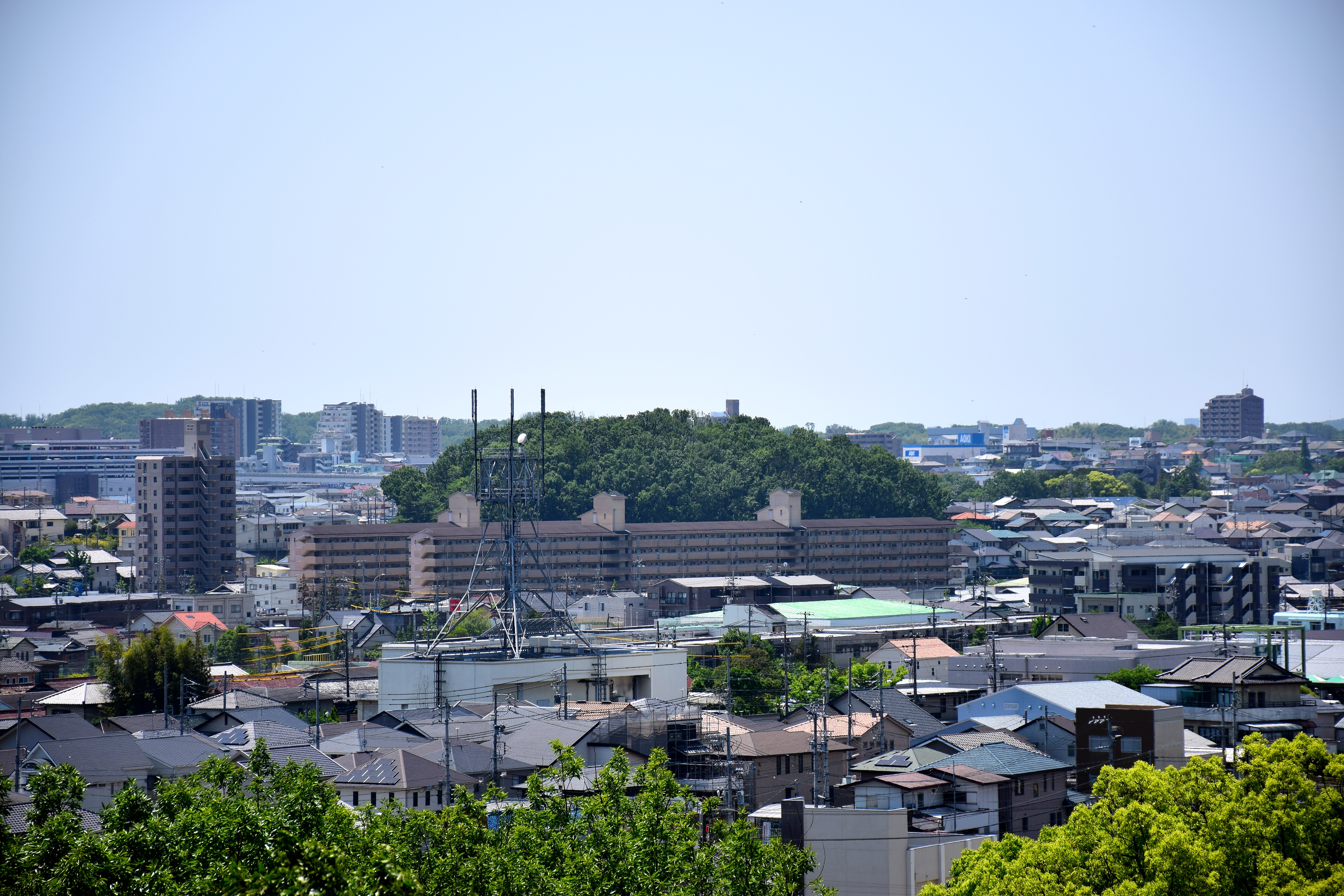
色金山歴史公園から見下ろす御旗山

羽柴秀次勢より前にいた堀秀政勢に、第四隊に参加していた長谷川秀一の遣いから秀次勢の敗報が届いたのは約2時間後のことであった。堀勢は直ちに引き返し、秀次勢の敗残兵を組み込んで桧ケ根に陣を敷き、迫り来る徳川軍を待ち構えた。秀次勢を撃破して勢いに乗った徳川軍は、檜ヶ根（桧ケ根、長久手市）辺りで堀勢を攻撃したが、返り討ちにされて逆に追撃された。榊原康政は岩作に、大須賀康高は猪子石方面に敗走した。徳川軍支隊の死者280余とも500人ともいう。
織田徳川本隊は、9日2時に小幡城を出発して東へおおきく迂回し、4時30分ごろ権堂山付近を過ぎて色金山に着陣。そこで別働隊の戦勝と敗退を知り、岩作をとおり富士ヶ根へ前進して堀秀政勢と池田恒興・森長可勢との間を分断した。この時、秀政は家康の馬印である金扇を望見し、戦況が有利ではないことを判断、池田と森の援軍要請を無視して後退した。

### 長久手の戦い

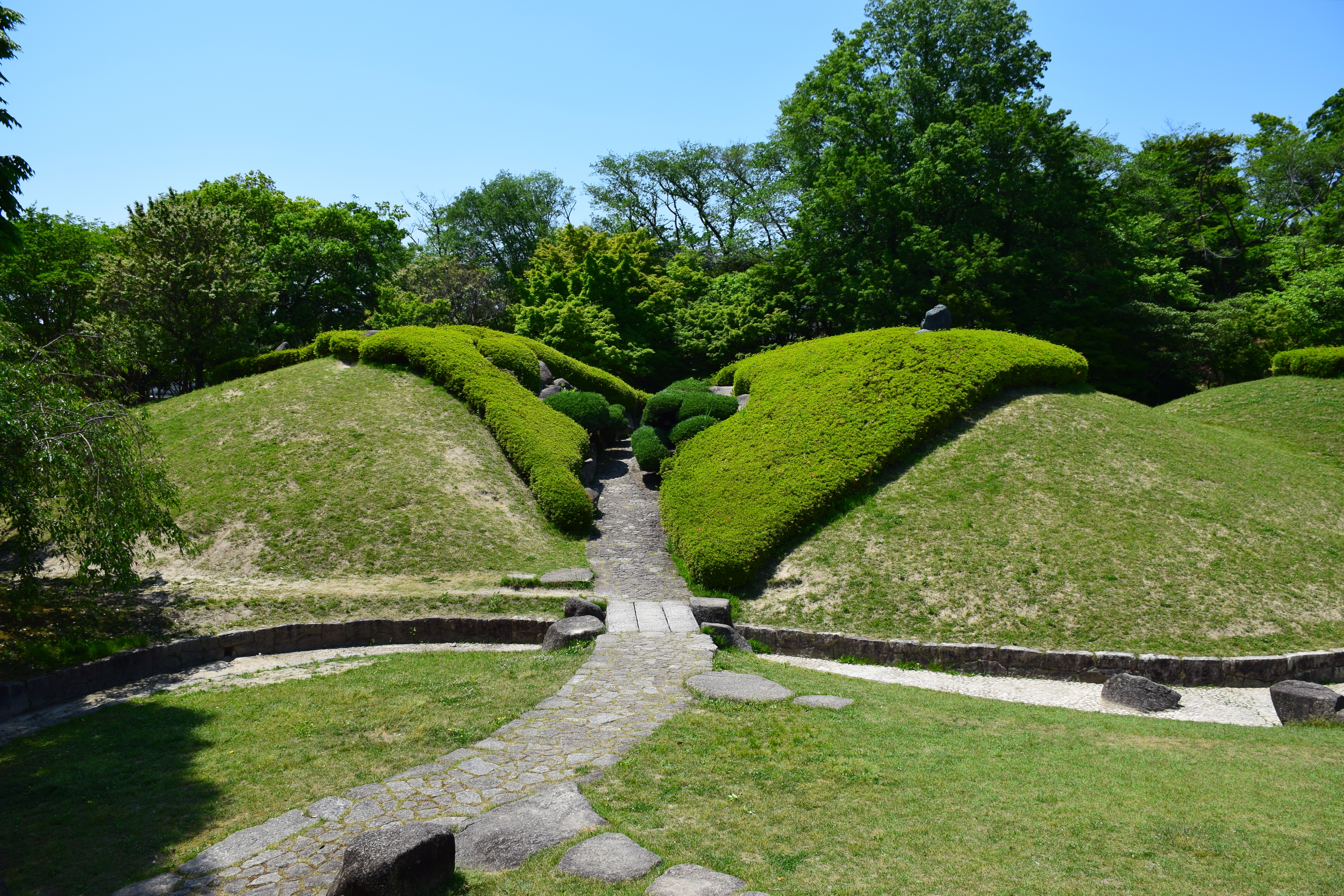
長久手古戦場

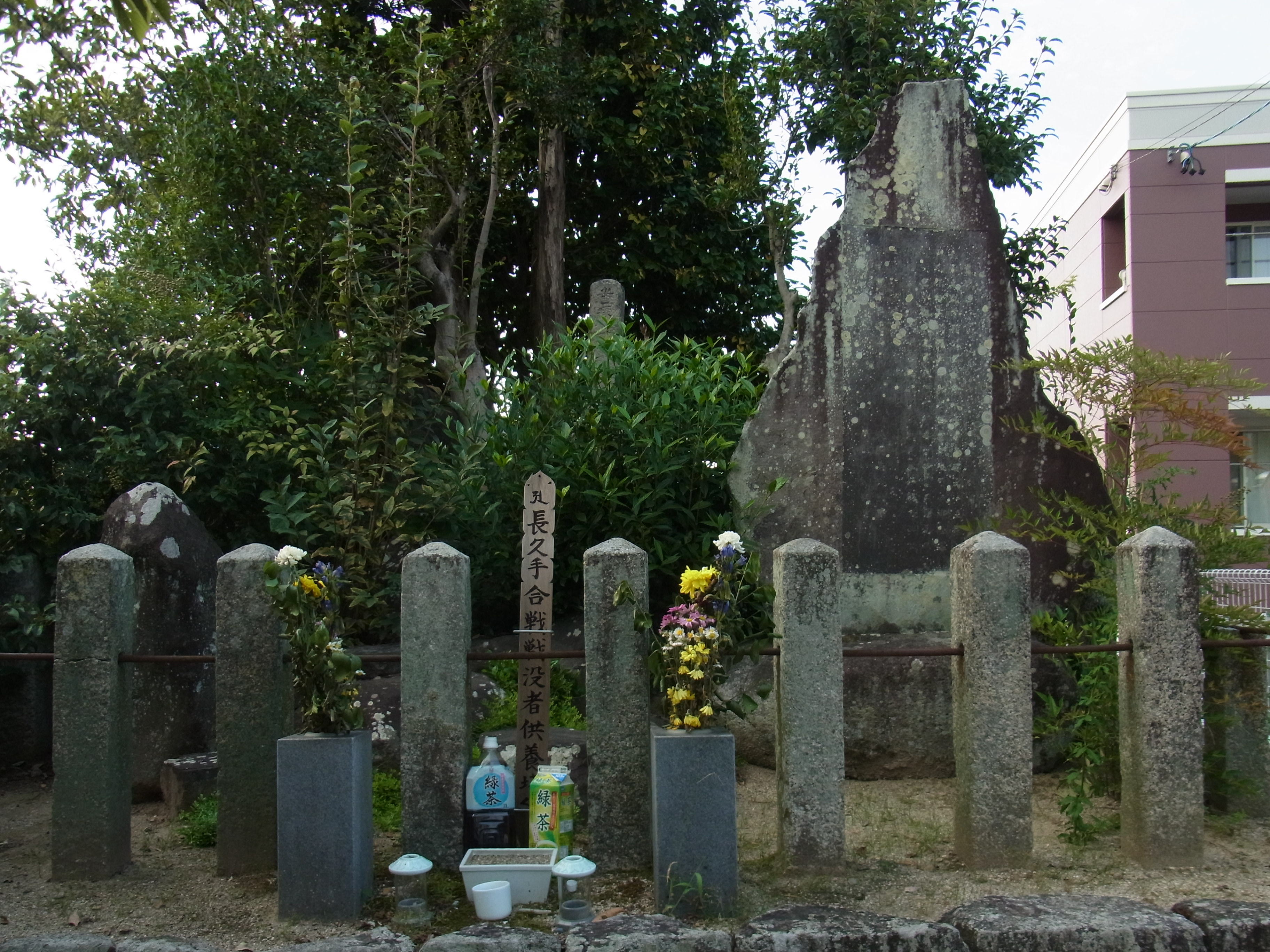
安昌寺の僧が長久手の戦いの戦死者を埋葬供養した首塚

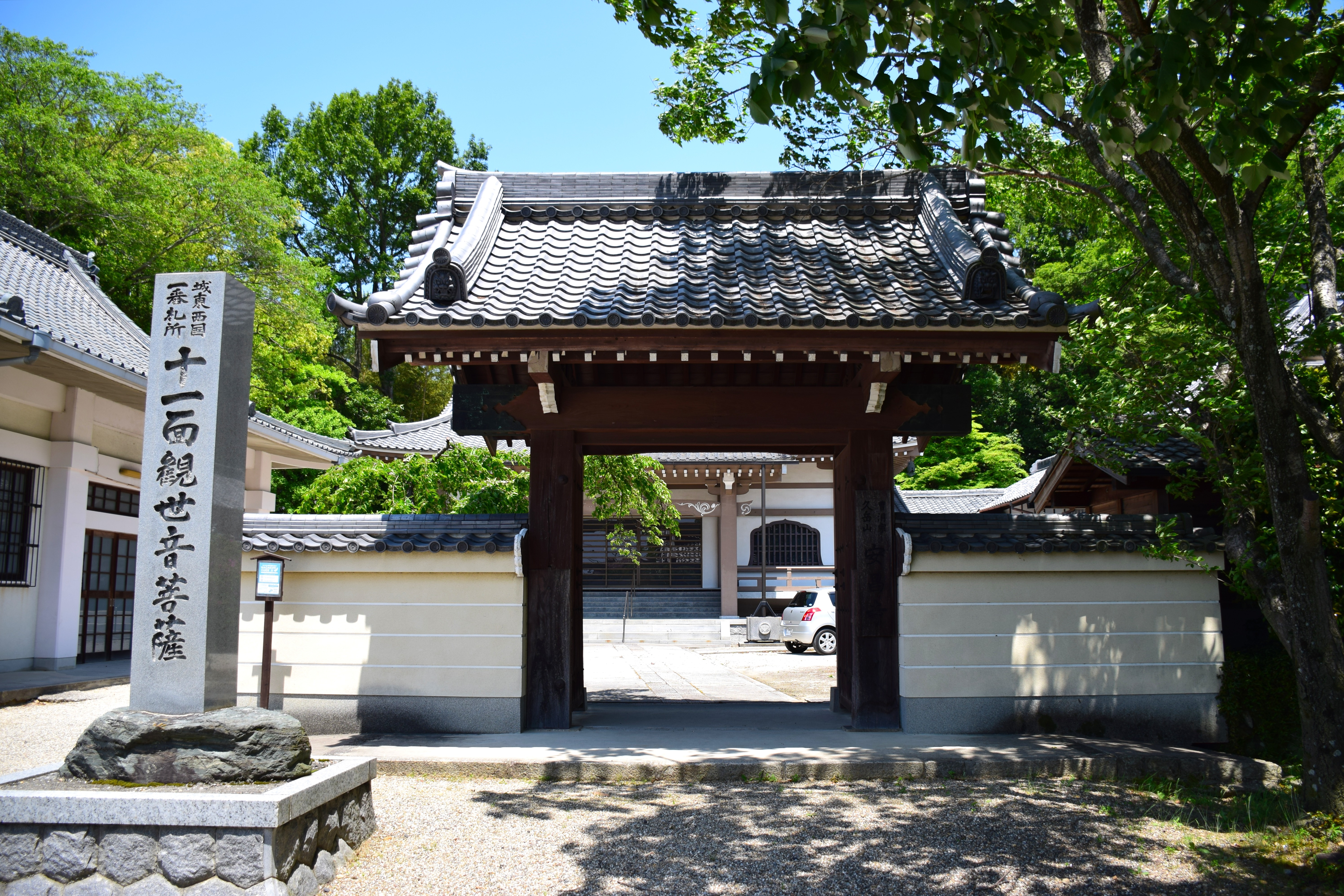
色金山のふもとに位置する安昌寺

岩崎城を占領した池田恒興、森長可に徳川軍出現の報が伝わり、両将は引き返しはじめた。そのころ、家康は富士ヶ根より前山に陣を構えた。右翼に家康自身3,300人、左翼には井伊直政勢3,000人、これに織田信雄勢3,000人。一方、引き返して対峙した恒興・森勢は右翼に恒興の嫡男・池田元助（之助）、次男・池田輝政勢4,000人、左翼に森勢3,000人、後方に恒興勢2,000人が陣取った。
4月9日午前10時ごろ、両軍が激突。戦闘は2時間余り続いた。
戦況は一進一退の攻防が続いたが、前線に出て戦っていた森長可が狙撃されて討死して池田・森軍左翼が崩れ始めると、徳川軍優勢となった。
池田恒興も自勢の立て直しを図ろうとしたが、永井直勝の槍を受けて討死にした。
池田元助も安藤直次に討ち取られ、池田輝政は家臣に父・兄は既に戦場を離脱したと説得され、戦場を離脱した。
やがて恒興・森勢は潰滅、合戦は徳川軍の勝利に終わり、追撃したのち小幡城に引きあげた。
この日の長久手の戦いにおける羽柴軍の死者2500余人、織田徳川軍の死者590余人という。
秀吉は9日に陽動として小牧山へ攻撃をしかけている。
午後に入って白山林の戦いの敗報が届き、秀吉は3万人の軍勢を率いて戦場近くの龍泉寺に向けて急行した。
しかし、500人の本多忠勝勢に行軍を妨害される。
夕刻、「家康は小幡城にいる」との報を受け翌朝の攻撃を決める。
家康と信雄は夜間に小幡城を出て小牧山城に帰還した。
秀吉は翌日この報を聞き、楽田城に退いた。
ただし、本多忠勝が秀吉と戦闘に及んだ日は秀吉の書状写や忠勝の書状写から五月朔日であることが窺えるので、長久手合戦での家康本隊の戦闘に不安を感じたからではなく、進軍する秀吉本隊に対する危機感からではないかと思われる。

### 北伊勢・美濃方面の戦い

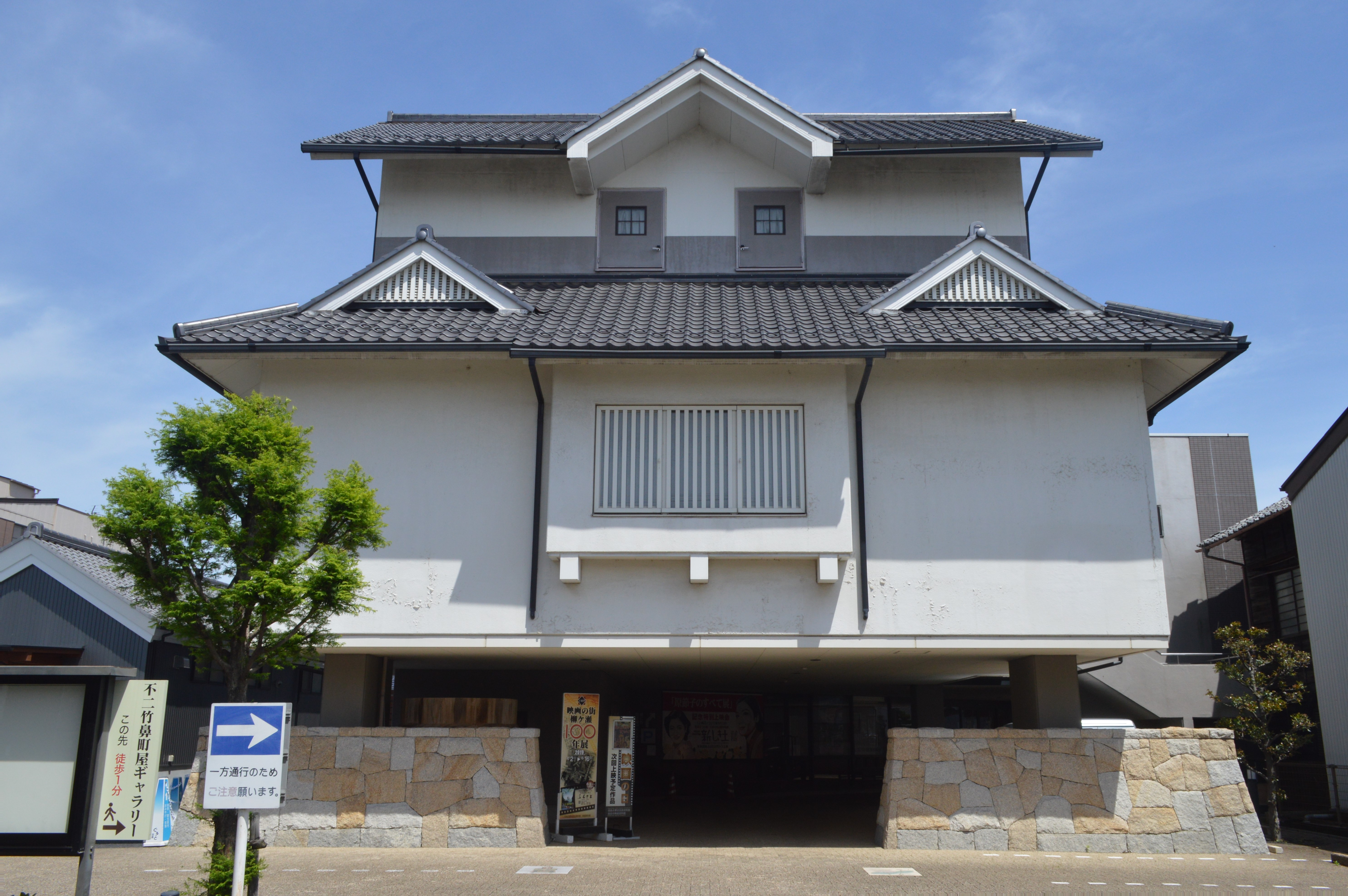
竹ヶ鼻城

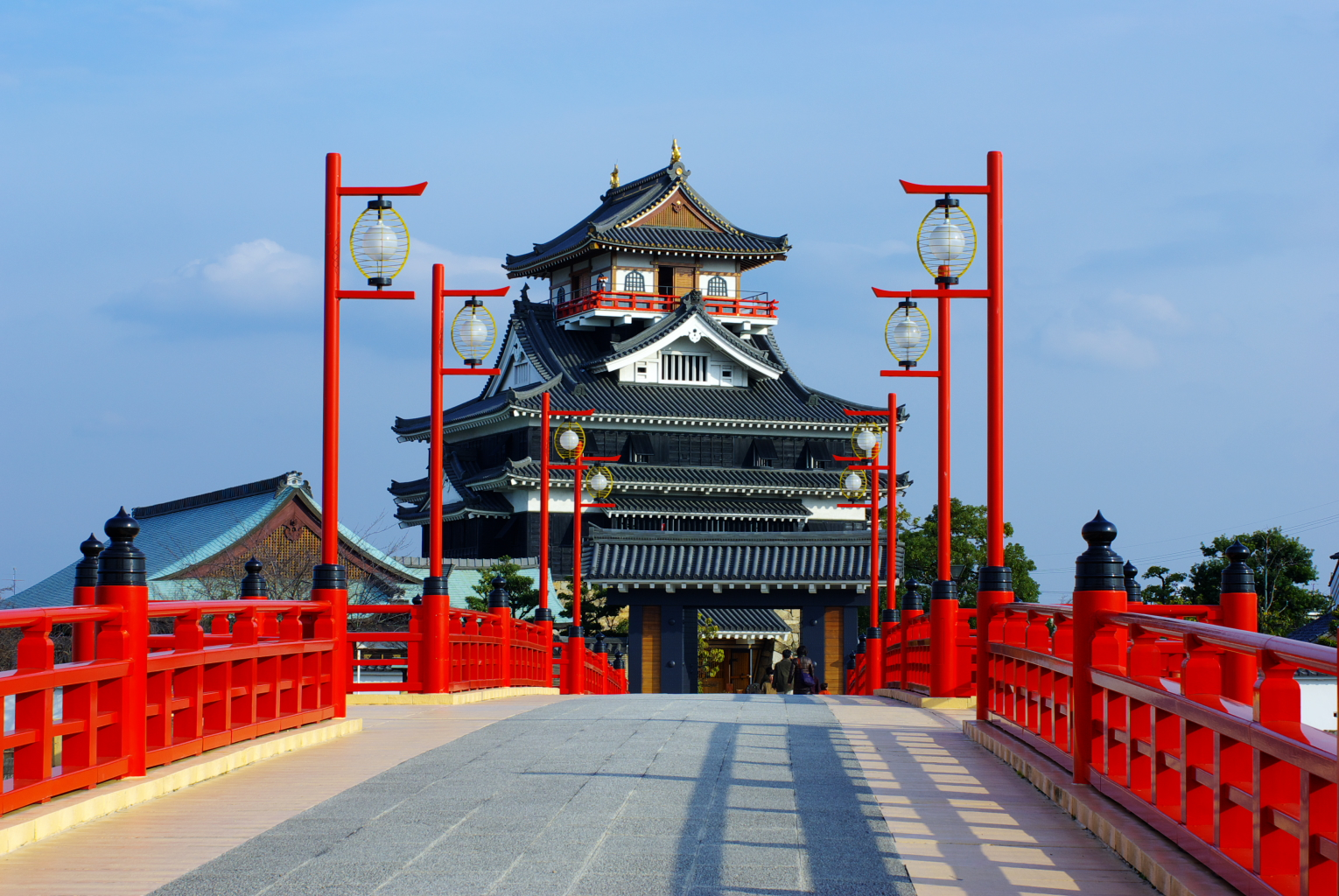
清洲城

長久手の戦いが行われていた4月9日、羽柴秀長が松ヶ島城を開城させ、城主の滝川雄利は浜田城（三重県四日市市）に移って籠城する。
その後、羽柴勢は5月4日から尾張の加賀野井城、奥城、竹ヶ鼻城を囲み、水攻めなどで順次攻略したが、信雄・家康は後詰要請に応えず開城するように勧告し、6月10日に開城している（竹ヶ鼻城の水攻め）。
秀吉は6月13日に岐阜城に立ち寄り、6月28日に大坂城に戻った。これを受けて家康も小牧山城を酒井忠次に任せ、清州城に移っている。

### 東美濃の攻防戦
3月、串原遠山佐渡守、半左衛門尉は、信雄・家康方に転じて秀吉方の森長可と対決することになった。長可の羽黒の戦いでの敗退を知り、明知城への攻撃を開始。家康は遠山利景を派遣。4月8日には、岩村城も攻めていた。4月9日に森長可が戦死したこともあって、4月17日には明知落城。串原遠山氏、明知遠山氏、苗木遠山氏は各地で戦いつづけ、遠山友政も苗木城を回復していた可能性が高い。徳川方の攻撃を受けた信濃の木曾義昌が秀吉に援軍を求め、秀吉は森忠政に少人数でいいので援軍を木曾に送るように指示を出しているが、実現できなかった。10月には石川数正が派遣されたらしい。さらに奥平信昌、鈴木重次らが遠山方の加勢として合流した。

### 岸和田城合戦
和泉では、同年3月から根来・雑賀衆及び粉河寺衆徒が秀吉の留守を狙って堺や大坂に攻め寄せており、岸和田城にも攻め寄せたが、中村一氏と松浦宗清が戦いの末にこれを守りきっている（紀州征伐）。しかしながら、この和泉の攻防により、秀吉は6月21日～7月18日、7月29日～8月15日、10月6日～10月25日と戦場を離れ大坂城に帰還している。

### 佐久間道徳謀叛事件
5月11日、織田信雄の家臣佐久間信栄の弟道徳が、京都一条町に侵入して反乱を企てる。所司代前田玄以は尾張に下向して留守中であったが、山城の淀に在番する小野木重次が直ちに兵三百を率いて瞬く間に鎮圧した。道徳は逃亡。事件は未遂に終わったが、これが秀吉の逆鱗に触れて、天皇、朝廷、本願寺を巻き込む大事件になる。その規模が小さかったにもかかわらず、その後の歴史には大きな影響を与えた。

### 沼尻の合戦
北関東では、5月初旬から8月にかけて、北条氏直率いる北条軍と、佐竹義重、宇都宮国綱、佐野宗綱、由良国繁、長尾顕長らの間で合戦が起きた（沼尻の合戦）。
佐竹義重・宇都宮国綱は秀吉と頻繁に連絡を取り合い、上杉景勝は秀吉の命により信濃出兵をし、北条氏を牽制している。一方、北条氏は先年の家康との講和を発展させ、対秀吉の攻守同盟を結んでいた形跡があり、北条氏は本合戦の直後に小牧・長久手の戦いに参陣しようとした動きがあった。

### 第二次十河城の戦い
四国では、6月11日に長宗我部元親が十河存保の十河城を落し、讃岐平定を成し遂げている（第二次十河城の戦い）。家康は元親に3カ国を与えることを約束した上で、「渡海して摂津か播磨を攻撃してほしい」（8月19日付の本多正信の親泰宛の書状で「淡路・摂津・播磨」としている。また信雄は香宗我部親泰に備前を与えるとしている）と求め、秀吉も元親の動きを恐れて小牧在陣中に大坂に帰ったりしている。

### 蟹江城合戦
| 蟹江城 |  | 長島城 |
| 蟹江城 |  | 長島城 |

6月16日に滝川一益が九鬼嘉隆の安宅船と共に、信雄の長島城と家康の清州城との中間にあった蟹江城、下市場城、前田城を海上機動にて落城させると、織田信雄・徳川家康は即日反応し、7月3日には全て落城せしめ、一益は船で伊勢に逃れた（蟹江城合戦）。秀吉は戦地に居なかったため対応が遅れ、伊勢に羽柴秀長、丹羽長重、堀秀政ら6万2千の兵を集め、7月15日に尾張の西側から総攻撃を計画したものの、蟹江城が落城した為中止となった。作戦の練り直しを余儀なくされた秀吉は一旦北陸勢を休養のために帰国させている。

### 楽田城・岩倉城の戦い
| 楽田城 |  | 岩倉城 |
| 楽田城 |  | 岩倉城 |

8月16日に秀吉は大坂城から楽田城に入る。8月28日には家康も岩倉城に入り、双方、楽田と岩倉において対陣するも小競り合いに終わった。

### 妻籠城の戦い
同年9月、徳川家康方の菅沼定利、保科正直、諏訪頼忠が木曽谷の妻籠城に攻め寄せたが、木曾義昌の重臣山村良勝がこれを撃退した。

### 末森城の戦い
9月9日には家康に呼応した佐々成政が能登国の末森城（石川県宝達志水町）を約1万の兵で総攻撃し落城寸前にまで至らしめたが、前田利家の反撃に遭って退却した（末森城の戦い）。

### 戸木城の戦い
9月15日、戸木城（三重県津市）に篭っていた木造具政ら織田軍が蒲生氏郷ら羽柴軍と合戦を行い、羽柴軍が勝利する。

## 休戦・講和

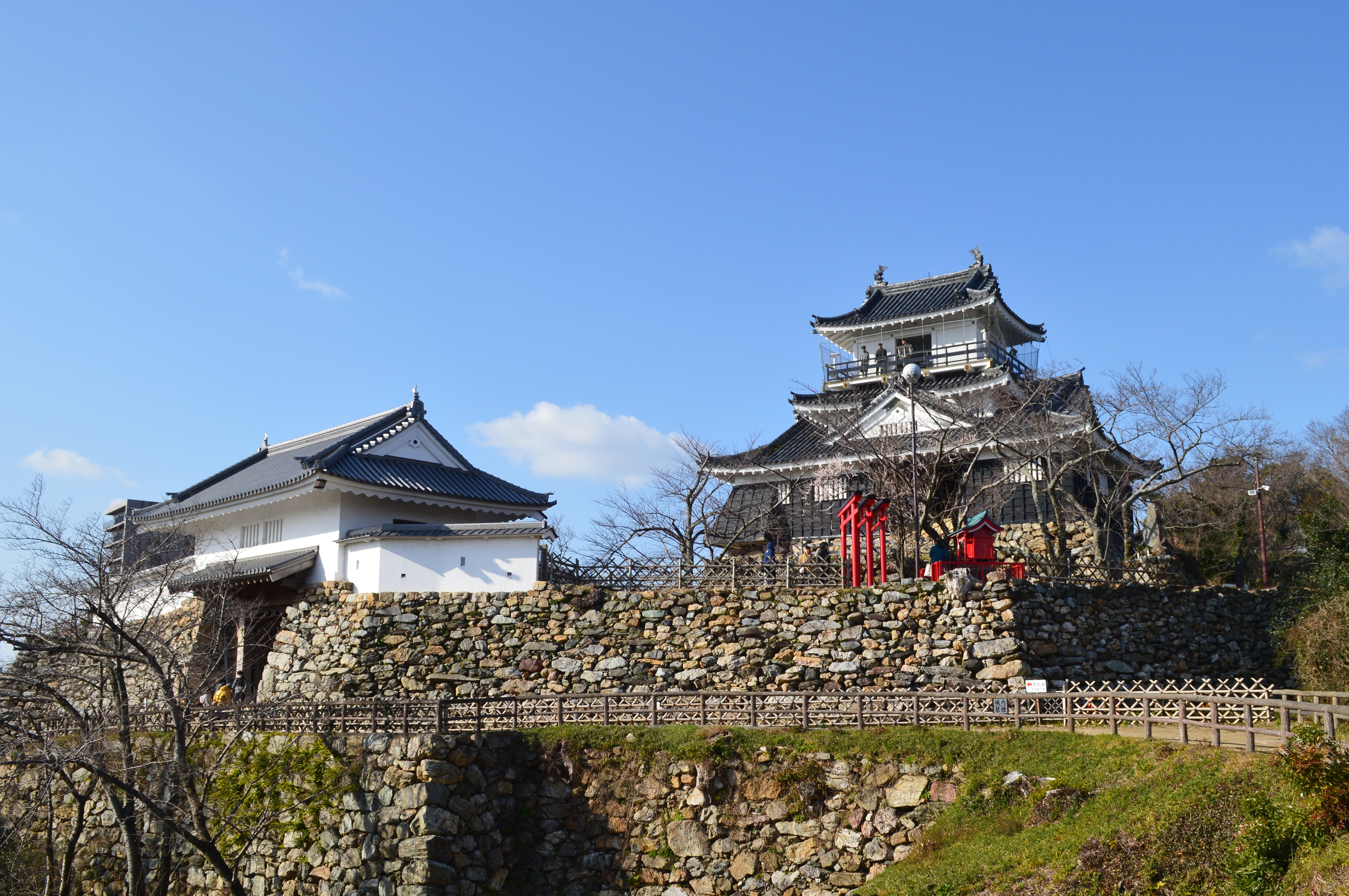
浜松城

最初の和議交渉は9月頃に行われたが、この時は破談となった。
その後、11月12日に、秀吉は信雄へ占領地の内、伊賀と伊勢半国の割譲と人質の提出を条件に信雄に和議を結んだ。伊賀は脇坂安治、伊勢は蒲生氏郷ら秀吉方大名に分け与えられた。
また家康も次男・於義丸（結城秀康）を秀吉の養子として、また重臣の子も同道（徳川家や本願寺の認識、秀吉側の認識は共に人質）させることを条件に和議を結び、12月12日に大坂へ送った。家康は11月17日に三河に帰国した。こうして、小牧の役は終わった。

## 秀吉包囲網の瓦解
信雄・家康が秀吉とそれぞれ単独講和してしまったため、紀州の雑賀衆・根来衆や四国の長宗我部元親らは孤立し、それぞれ紀州攻め・四国攻めにより、天正13年（1585年）8月までに全て制圧されることとなる。
また、天正12年（1584年）11月23日、佐々成政が自領・富山を発し、雪深い立山を越えて（さらさら越え）、浜松の家康を訪れ、秀吉への抵抗を促したが聞き入れられず、翌天正13年（1585年）8月の富山の役で秀吉に降伏した。
これによって、天下の趨勢は更に秀吉政権確立へと進んでいくこととなったが、この頃の秀吉は、家康を武力により討伐することを諦めず、家康征伐を公言していた。

## 合戦後から家康臣従の経緯

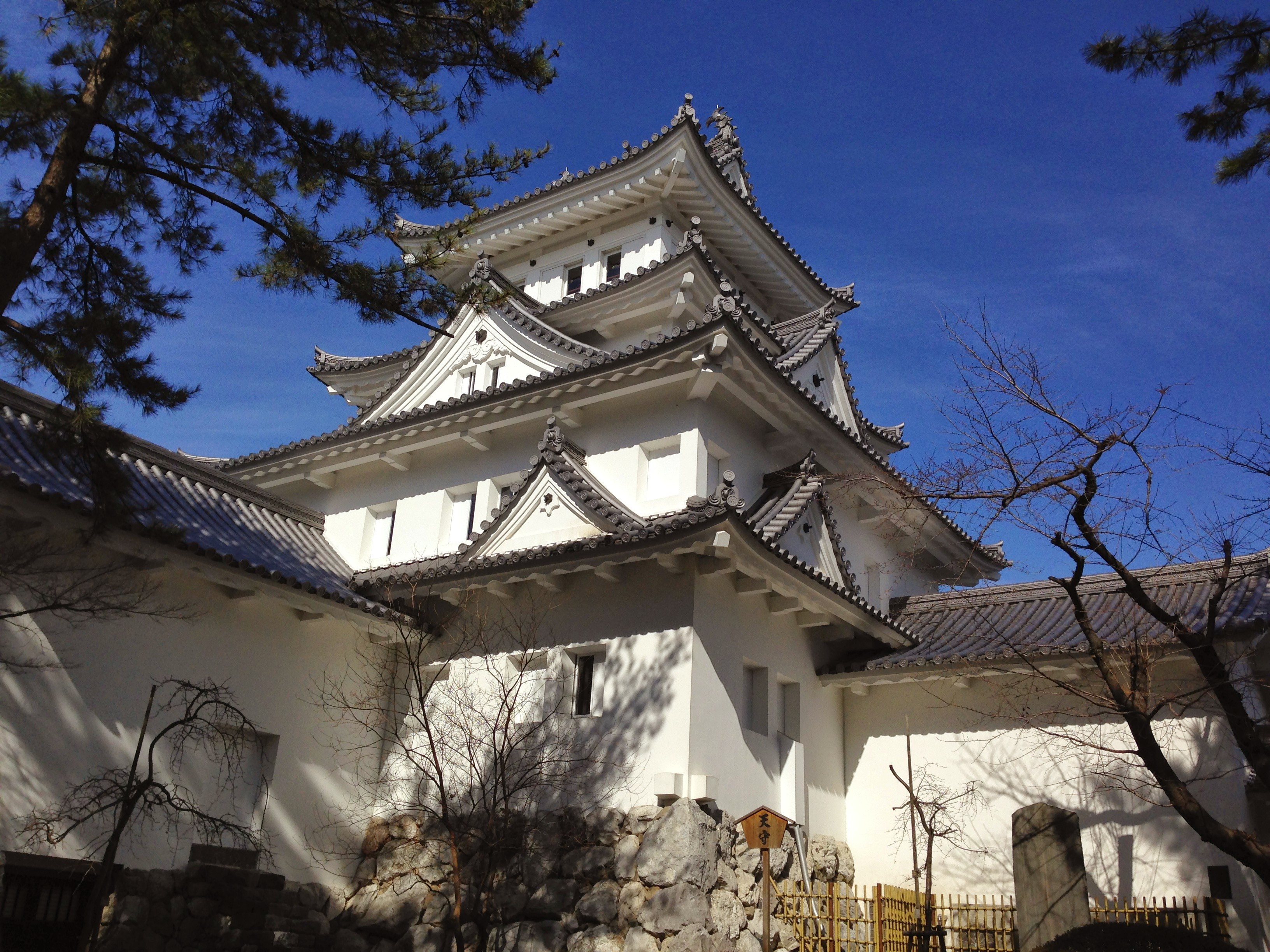
大垣城

秀吉包囲網が瓦解していくのと同時期に、秀吉は、二条昭実と近衛信輔との間で朝廷を二分して紛糾していた関白職を巡る争い（関白相論）に介入し、天正13年（1585年）7月、近衛前久の猶子となって、関白宣下を受けた。
秀吉は家康が養子として出した秀康らを人質として徳川家が従属したと喧伝した上、富山の役に際しては秀康は人質ではないとして老中の人質を徳川家に要求したが、拒否された。これを口実に秀吉は家康討伐を計画、美濃国大垣城に15万人の大軍のための兵糧を備蓄。地位、戦力共に家康を圧倒した秀吉は、天正14年初めの出陣を計画していた。
一方の家康は、天正壬午の乱の後、北条氏と結んだ同盟条件に基づく上野国沼田（群馬県沼田市）の割譲で、沼田を領有していた信濃国上田城主・真田昌幸と対立。昌幸が上杉氏・秀吉方に帰属して抵抗し、これに手を焼いていた（第一次上田合戦）。またこの頃、家康は背中の腫れ物の病で苦しんでいる。
また、徳川氏の領国では天正11年（1583年）から12年（1584年）にかけて起こった地震や大雨に戦役の負担が重なって、領国経営に深刻な影響が出ていた。特に天正11年（1583年）5月から7月にかけて関東地方から東海地方一円にかけて大規模な大雨が相次ぎ、徳川氏の領国も「50年来の大水」（家忠日記）に見舞われていた。その状況下で豊臣政権との戦いをせざるを得なかった徳川氏の領国の打撃は深刻で、三河国田原にある龍門寺の歴代住持が記したとされる『龍門寺拠実記』には、天正12年（1584年）に小牧・長久手の戦いで多くの人々が動員された結果、田畑の荒廃と飢饉を招いて残された老少が自ら命を絶ったと記している。徳川氏領国の荒廃は豊臣政権との戦いの継続を困難にし、国内の立て直しを迫られていた。
こうした中、天正13年11月13日（1586年1月2日）、徳川家の実質ナンバー2だった石川数正が出奔して秀吉に帰属する事件が発生する。この事件で徳川軍の機密が筒抜けになったことから、軍制を刷新し武田軍を見習ったものに改革したという（『駿河土産』）。
ところが天正13年11月29日（1586年1月18日）、日本列島中央部を「天正大地震」が襲う。マグニチュード（M）8クラス、最大震度6だったとされる。この時の地震による被害としては、富山県高岡市の木舟城は陥没し、城主・前田秀継（利家の弟）が死亡。飛騨国大野郡（現在の岐阜県白川村）の帰雲城も城下もろとも埋没し、このため城主内ヶ島氏一族が滅亡。このように被害は中部、東海・北陸の広範囲に及んだ。このとき秀吉は近江国坂本城にいたが、あまりの恐ろしさにすぐに大坂城に逃げ帰ったという。

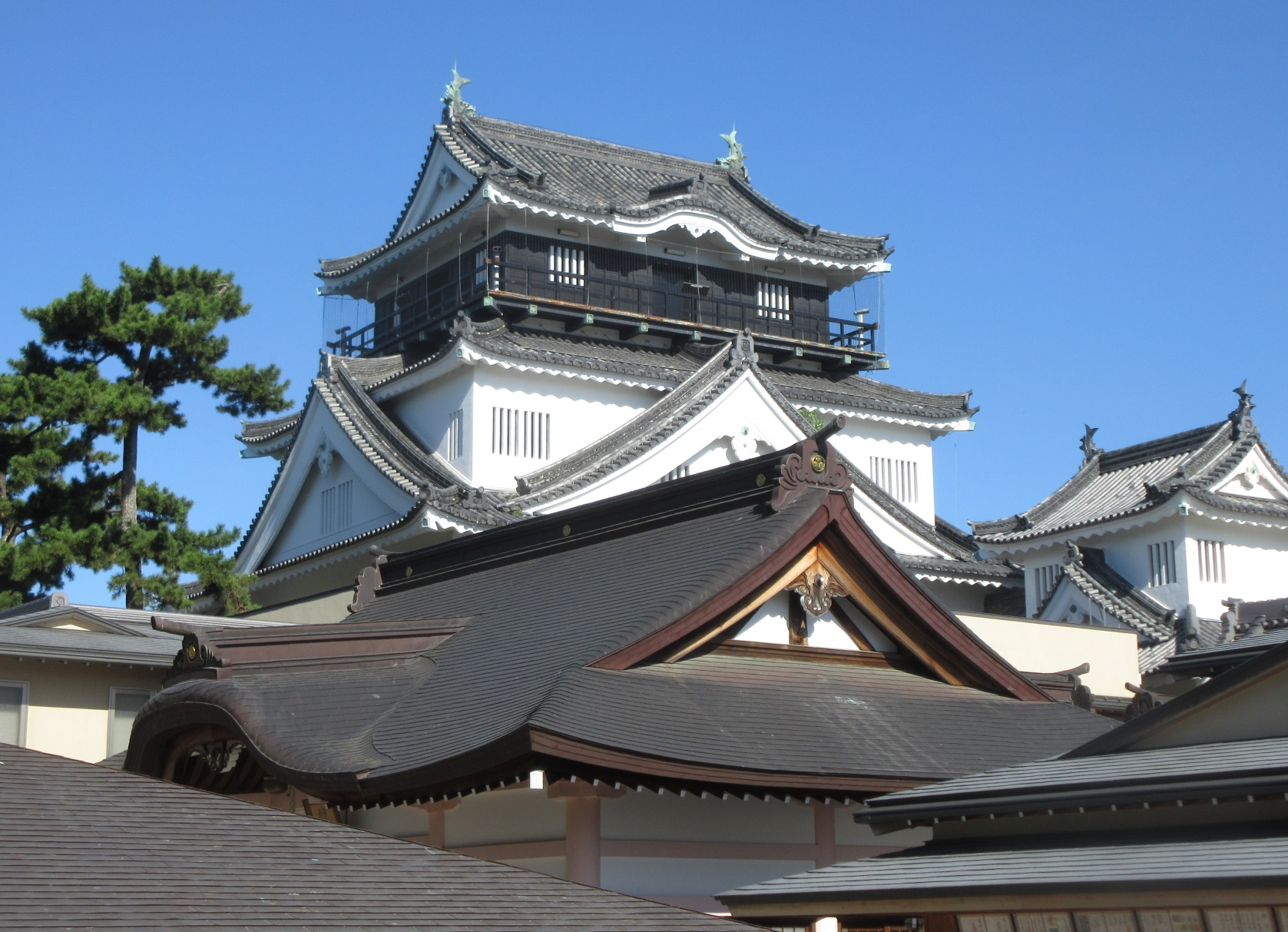
岡崎城

国際日本文化研究センターの磯田道史・准教授は「天災から日本史を読みなおす」（中公新書）で、この地震を「近世日本の政治構造を決めた潮目の大地震」だったと指摘。この地震がなければ、家康は2か月後に秀吉の大軍から総攻撃を受けるはずだったとする。天正12年（1584年）の「小牧・長久手の戦い」で局地戦では勝った家康だが、その後の秀吉は秀吉包囲網を瓦解させ、紀州や四国など版図を飛躍的に拡大し、彼我の軍事力には大きな差がついていた。戦争に突入すればその後の後北条氏のように、家康には滅亡の可能性も指摘する。ところが震災によって、秀吉の対家康前線基地である大垣城が全壊焼失、三河国と接する尾張国を統治する織田信雄の居城長島城も倒壊して清州城に移った。秀吉軍が展開予定の美濃・尾張・伊勢地方の被害は大きく、戦争準備どころではなくなっていた。
一方の家康側は、この地震により岡崎城が被災したが、領国内は震度4以下であったという。もっとも天正大地震以前に大雨や小牧・長久手の戦い等への領民動員で徳川氏の領国は荒廃しており、家康にしても豊臣政権との戦いどころではなかった。
地震後も秀吉は従来の計画や東美濃・信濃方面からの家康征伐を計画していたが、程なくこれも中止して和解路線に転じた。また最も被害を受けた信雄が直接岡崎に出向く等交渉に本腰を入れた結果、1年近くにわたる交渉を経て旭姫との婚姻、更には上洛中の大政所人質を条件に天正14年（1586年）10月27日、家康は上洛して大坂城において秀吉に謁見し、諸大名の前で豊臣氏に臣従することを表明。豊臣政権ナンバー2の座を確保し、将来に備えることとなる。

## 各大名の動向

### 秀吉と同盟
- 池田恒興（美濃）
- 森長可（美濃）
- 丹羽長重（越前）
- 木曾義昌（信濃）
- 前田利家（加賀）
- 佐竹義重（常陸）
- 宇都宮国綱（下野）
- 毛利輝元（中国）

### 信雄・家康と同盟
- 根来衆（紀伊）
- 雑賀衆（紀伊）
- 粉河寺衆（紀伊）
- 佐々成政（越中）
- 長宗我部元親（四国）
- 北条氏直（関東）

## 評価

### 迂回作戦
参謀本部や花見は迂回作戦の発起を通説である池田恒興の献策としているが、異なる意見も出ている。岩澤は、秀吉が丹羽長秀に宛てた4月8日付書状を吟味したうえで、三河進攻作戦は池田恒興の強弁な献策ではなく、秀吉が構想していた作戦を恒興が意をくんで進言したと述べている。谷口はこれを進め、迂回作戦の主導権は恒興ではなく秀吉にあったとしたうえで、九鬼水軍もくわえた水陸両用作戦を計画していたとする。

### 政治的意義
参謀本部や花見は、1584年に結ばれた羽柴秀吉と徳川家康の講和を形式的なものだったとみなし、1586年の家康上洛によりやっと服従したとみている。ただ、秀吉が脇坂安治に宛てた書状には、秀吉は徳川方から織田信雄（信長の次男）の娘、家康の長男と弟らを人質に出す和睦案が出されたが、一度拒絶したと記述されている。申し出このうえで、秀吉は信雄の領地を奪って勢いを増し、信雄は家康という外援者により余威を存したのみ、そして家康は有形に得るところはなかったが無形の声望によってはかりしれない利益を得、後年の玉成を予約したと述べている。
これに対し、跡部は1584年の講和で家康が秀吉に人質を差し出したことをもって服従の姿勢を見せたとし、1586年の上洛は服従の最低条件が引き上げられたからだとしている。そして、秀吉が家康にさえぎられて「軍事的征服路線から伝統的国制活用路線への転換」を余儀なくされたという説を否定している。
一方、柴裕之は天正地震が家康に戦いの継続を断念させる契機になったとし、『貝塚御座所日記』及び秀吉が家康討伐の中止を命じた一柳直末宛の朱印状を根拠に1586年初めの織田信雄の岡崎城訪問の際に家康が秀吉への臣従を表明し、秀吉の妹・朝日姫と家康の婚姻はこの臣従表明を受けたものとしている。ただし、家康から秀吉へ離反した信濃の国衆（木曽義昌・小笠原貞慶・真田昌幸）の扱いや後陽成天皇の即位を口実とする家康の上洛に対する家中の反対論（家康が上洛中に秀吉に討たれることを恐れた）もあって家康の上洛と秀吉との会見は遅れ、秀吉が上洛中に母・大政所を徳川家に預けることでようやく家康の上洛を実現させたとしている。
さらに、近年では片山正彦が、秀吉が家康を軍事的に屈服させ切れなかったために、1586年の上洛後も秀吉と家康の間には主従関係が形式的な形でしか成立しなかったとしている。このため、家康は北条氏との同盟関係を引き続き存続させて秀吉と北条氏の間では依然として中立の立場を保持する一方、秀吉は徳川氏の軍事的協力と徳川領の軍勢通過の許可が無い限りは北条氏への軍事攻撃は不可能になった。その結果、秀吉は西国平定を優先して東国に対する軍事的な平定を先送りする方針を採り、東国に対しては家康を介した「惣無事」政策に依拠せざるを得なくなった。家康が秀吉に完全に服従したのは1589年暮れに秀吉が北条氏討伐を宣言して家康がこれに応じ、更に翌1590年に入って家康が三男・長丸（後の徳川秀忠）を実質上の人質として上洛させ、北条氏討伐の先鋒を務めた時であるとしている（小田原征伐）。
なお秀吉は生前に自身の顕彰を目的とした軍記物『天正記』を大村由己に著述させているが、天正8年（1580年）の三木合戦から天正18年（1590年）の小田原征伐に至る12巻中に、小牧・長久手の戦いに触れた作品は存在しない。

### 徳川家での顕彰
関ヶ原本戦において徳川氏の主力は合戦に参加することができなかった。このため、奇襲により羽柴軍別動隊を壊滅に追いこんだ小牧・長久手の戦いは徳川家で顕彰の対象となった。尾張藩においては、家康九男の藩主義直は長久手古戦場にみずから調査に行くほどの興味を示した。また、尾張藩士の調査によってつぎつぎと石碑が建てられ、藩士による合戦記も編纂されている。紀伊藩では、家康十男の藩主頼宣は小牧・長久手の戦いにまつわる合戦記を収集し、宇佐美定祐などの軍学者に命じて屏風や配陣図を描かせたり当時をよく知る者に合戦記を書かせたりしている。

### 日本外史
頼山陽の『日本外史』に「公（神君家康）の天下を取る、大坂に在らずして関ヶ原にあり、関ヶ原に在らずして、小牧にあり」と、「小牧・長久手の戦い」こそが徳川家康を天下人へ押し上げた原動力になったことを述べている。

## 参加武将

### 羽黒の戦い
羽柴軍
- 森長可
- 尾藤知宣
- 野呂助左衛門

徳川軍
- 酒井忠次
- 奥平信昌
- 大須賀康高
- 榊原康政
- 本多康重
- 松平家忠
- 松平家信
- 松平家広
- 丹羽氏次
- 天野雄光

### 岩崎城の戦い
羽柴軍
- 池田恒興
- 森長可
- 池田元助
- 長谷川秀一
- 堀秀政
- 伊木忠次

徳川軍（岩崎城）
- 丹羽氏重

### 白山林の戦い
羽柴軍
- 三好信吉
- 田中吉政
- 可児吉長
- 穂富山城守
- 木下利匡

徳川軍
- 榊原康政
- 酒井忠次
- 水野忠重
- 丹羽氏次
- 大須賀康高
- 水野勝成

### 桧ケ根の戦い
羽柴軍
- 堀秀政

徳川軍
- 大須賀康高
- 榊原康政
- 岡部長盛

### 長久手の戦い
羽柴軍
- 池田恒興
- 森長可
- 池田元助
- 関成政

徳川軍
- 徳川家康
- 織田信雄
- 井伊直政
- 榊原康政
- 水野忠重
- 大須賀康高
- 永井直勝
- 安藤直次

## 史跡・史料等

### 史跡
長久手の古戦場は1939年（昭和14年）に「長久手古戦場」として国の史跡になっている。
長久手市では2024年（令和6年）1月から古戦場公園の再整備を進めており、園内を東西のゾーンに分けて整備し、2026年3月にリニューアルオープンする予定である。

### 史料等
三鬼清一郎によると軍勢の編制や配置を示す陣立書（作戦計画書）は長久手の戦いで秀吉が初めて作成した。秀吉による小牧・長久手の戦いの陣立書は前田家所蔵文書や慶応義塾大学所蔵文書として残されている。一方、家康・信雄連合軍側の陣立書は知られていない。
また小牧・長久手の戦い、特に長久手合戦を描いた合戦図屏風などが複数残されている。
- 「小牧長久手合戦図屏風」（犬山城白帝文庫所蔵） - 17世紀半ばに成立した合戦図屏風[52]。
- 小牧・長久手合戦陣立図「小牧御陣御進発之図」（和歌山城管理事務所所蔵） - 江戸時代に成立した陣立図[52]。